# Bare, Šavnik
Bare este un oraș din comuna Šavnik, Muntenegru. Conform datelor de la recensământul din 2003, orașul are 301 de locuitori (la recensământul din 1991 erau 317 de locuitori).

## Demografie
În orașul Bare locuiesc 237 de persoane adulte, iar vârsta medie a populației este de 40,1 de ani (36,7 la bărbați și 43,6 la femei). În localitate sunt 84 de gospodării, iar numărul mediu de membri în gospodărie este de 3,58.
Populația localității este foarte eterogenă.
|  |

| Demografie | Demografie | Demografie |
| An         | Locuitori  | Locuitori  |
| ---------- | ---------- | ---------- |
|            |            |            |
|            |            |            |
|            |            |            |
|            |            |            |
| 1948       | 583        |            |
| 1953       | 609        |            |
| 1961       | 574        |            |
| 1971       | 534        |            |
| 1981       | 420        |            |
| 1991       | 317        | 317        |
| 2003       | 301        | 301        |

| \| Componența etnică conform recensământului din 2003[2] \| Componența etnică conform recensământului din 2003[2] \| Componența etnică conform recensământului din 2003[2] \| Componența etnică conform recensământului din 2003[2] \| Componența etnică conform recensământului din 2003[2] \| \| ----------------------------------------------------- \| ----------------------------------------------------- \| ----------------------------------------------------- \| ----------------------------------------------------- \| ----------------------------------------------------- \| \| \| \| \| \| \| \| Sârbi \| Sârbi \| \| 171 \| 56,81% \| \| Muntenegreni \| Muntenegreni \| \| 121 \| 40,19% \| \| Iugoslavi \| Iugoslavi \| \| 5 \| 1,66% \| \| necunoscută \| necunoscută \| \| 0 \| 0% \| |              |  |     |        |
| Componența etnică conform recensământului din 2003 |              |  |     |        |
| |              |  |     |        |
| Sârbi | Sârbi        |  | 171 | 56,81% |
| Muntenegreni | Muntenegreni |  | 121 | 40,19% |
| Iugoslavi | Iugoslavi    |  | 5   | 1,66%  |
| necunoscută | necunoscută  |  | 0   | 0%     |